# Вертиков, Алексей Георгиевич
Алексей Георгиевич Вертиков (3 марта 1922, Гниловодское, Орловская губерния — 1 апреля 1980, Полтавка, Киргизская ССР) — командир 45-мм орудия 11-го гвардейского кавалерийского полка, гвардии старший сержант — на момент представления к награждению орденом Славы 1-й степени.

## Биография
Родился 3 марта 1922 года в селе Гниловодское Ливенского уезда (ныне — село Гниловоды Измалковского района Липецкой области). С 1939 года жил с родителями в селе Беловодское (ныне — Московского района Чуйской области, Кыргызстан). Работал на кожевенном предприятии.
В январе 1942 года был призван в Красную Армию Сталинским райвоенкоматом Киргизской ССР. Прошёл курс молодого бойца в городе Алма-Ате, затем учился в артиллерийской школе младших командиров.
В боях в Великую Отечественную войну с декабря 1942 года. Воевал на Центральном, Брянском и 1-м Белорусском фронтах. К началу 1944 года гвардии сержант Вертиков командовал расчётом 45-мм орудия 11-го гвардейского краснознаменного кавалерийского полка 4-й гвардейской кавалерийской дивизии.
В конце января 1944 года в боях за деревни Остражанка и Качуры расчёт гвардии сержанта Вертикова огнём из орудия уничтожил 2 миномёта, 3 повозки с боеприпасами, кухню и до 20 противников. Командир расчёта был награждён орденом Красной Звезды. 27 июля 1944 года в бою за город Владава гвардии сержант Вертиков со своим расчётом вывел из строя орудие, 3 пулемёта и свыше 10 солдат противника, обеспечив успешное продвижение стрелковых подразделений. Приказом от 11 августа 1944 года гвардии сержант Вертиков Алексей Георгиевич награждён орденом Славы 3-й степени.
27 января 1945 года в бою за населённый пункт Залесично расчёт гвардии старшего сержанта Вертиков при отражении контратаки уничтожил 5 огневых точек и до 20 солдат и офицеров противника. Приказом от 4 марта 1945 года гвардии старший сержант Вертиков Алексей Георгиевич награждён орденом Славы 2-й степени.
30 апреля 1945 года в бою за город Эркнер гвардии старший сержант Вертиков прямой наводкой поразил штурмовое орудие, 6 огневых точек, до взвода противников.
День Победы встретил в немецком городе Штральзунд, на берегу Балтийского моря.
Указом Президиума Верховного Совета СССР от 15 мая 1946 года за исключительное мужество, отвагу и бесстрашие, проявленные в боях с вражескими захватчиками гвардии старший сержант Вертиков Алексей Георгиевич награждён орденом Славы 1-й степени. Стал полным кавалером ордена Славы.
В 1947 году был демобилизован. Вернулся в Киргизию. Жил в городе Кара-Балта, затем в селе Полтавка Московского района (ныне — Жайылского района). Работал в колхозе. Умер 1 апреля 1980 года.
Награждён орденами Красной Звезды, Славы 3-х степеней, медалями.